# 弗朗克索
弗朗克索（法語：Franxault，法語發音：[fʁɑ̃kso]）是法国科多尔省的一个市镇，属于博讷区。

## 地理
弗朗克索（47°3'12"N, 5°16'38"E）面积12.32 平方千米，位于法国勃艮第-弗朗什-孔泰大區科多尔省，该省份为法国中东部省份，北起奥布省，西接涅夫勒省和约讷省，南至索恩-卢瓦尔省，东南接汝拉省，东临上索恩省，东北部与上马恩省接壤。
与弗朗克索接壤的市镇（或旧市镇、城区）包括：洛讷、蒙塔尼莱瑟尔、帕尼堡、欧米尔、圣欧班。

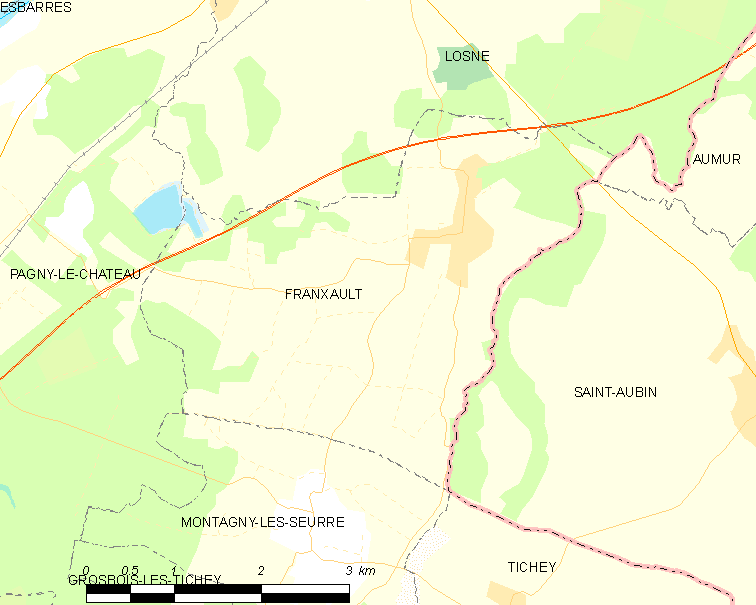
弗朗克索的OSM定位图

弗朗克索的时区为UTC+01:00、UTC+02:00（夏令时）。

## 行政
弗朗克索的邮政编码为21170，INSEE市镇编码为21285。

## 政治
弗朗克索所属的省级选区为布拉泽昂普莱讷县。

## 人口

1962-2008年间弗朗克索人口变化图示

弗朗克索于2022年1月1日时的人口数量为509人。